# Hadad (isten)
Hadad (vagy Hadar, héber חדד) sémi isten, elsősorban a nyugati sémik, az amoriták tisztelték Mezopotámiától nyugatra már az i. e. 2. évezredben. Az i. e. 1. évezred elején az arameusok terjesztették el Szíriában.
Azonos az akkád Adad viharistennel, akit már az akkádok is ismertek Hadda alakban, Ugaritban Haddu (𐎅𐎄𐎆). Neve a sumer ad-da szóra vezethető vissza, amely „atya” jelentésű. A viharok, mennydörgések és villámok istene, megegyezik a hettita Tarhuntasz és hurri Tessub istenekkel. Funkciójában teljesen azonos a görög főistennel, Zeusszal, ám Zeusz neve inkább az anatóliai istennevekből ered, míg Hadad Hadész néven került át a görög mitológiába. Szent állata a bika, jelképe a szarvas sisak, fegyvere buzogány vagy balta, amellyel a mennydörgéseket hozza létre. Ezek szintén kisázsiai eredetűek, és Zeusszal is rokonítják. Dél-Szíriától Egyiptomig már az i. e. 2. évezredben a Baállal összeolvadt Baál-Hadad alakban tisztelték, mivel Baált is Él égisten fiának tartották, és szintén köze volt az időjáráshoz. Több bibliai fejezetben is szerepel.
Töredékesen fennmaradt egy ugariti mítosz, amelyben Jam istennel küzd meg. Jam a vizek (folyók és tengerek) istene, ezért rokonítható a hettita Ullikummi-mítosszal, de lényeges új elemek jelennek meg benne. A küzdelem sokáig eldöntetlen, sőt Hadad elgyengült. Végül Kothar, az „ügyes” (Kothar Haszisz) két mágikus erejű doronggal gyengítette meg úgy, hogy Hadad legyőzhette a vizeket.